# Station Lunderskov
Station Lunderskov is een spoorwegstation in het Deense Lunderskov. De spoorwegstation bevindt zich aan de spoorlijnen Fredericia - Padborg en Lunderskov - Esbjerg. Het stationsgebouw dateert uit 1887 en is een beschermd monument.